# Chiến dịch Taman lần thứ nhất
Chiến dịch Taman lần thứ nhất do quân đội Liên Xô tổ chức tấn công các lực lượng chủ yếu của Tập đoàn quân 17 (Đức) đóng tại bán đảo Taman (bao gồm cả các lực lượng đang đóng tại Novorossiysk) nhằm buộc tập đoàn quân này phải rút sang bán đảo Krym, hoàn thành toàn bộ các mục tiêu chiến lược của chiến dịch Kavkaz.
Kế hoạch tấn công vào Taman được bắt đầu xây dựng từ ngày 20 tháng 4, khi triển vọng cuộc phản công của Quân đoàn xung kích 5 Đức vào cụm quân Myskhako tại phía Nam Novorossiysk và Quân đoàn 49 (Đức) vào Tập đoàn quân 56 (Liên Xô) trên hướng Krymsk đã bị bẻ gãy. Ngày 29 tháng 4 năm 1943, các Tập đoàn quân 18 và 56 (Liên Xô) bắt đầu tấn công. Trong 5 ngày đầu của chiến dịch, quân đội Liên Xô thu được một số kết quả hạn chế, đánh chiếm được một số điểm dân cư như Krymsk, Abinsk, Slaviansk, Petrovskaya. Ngày 5 tháng 4, Bộ tư lệnh Cụm tập đoàn quân Nam (Đức) điều Quân đoàn bộ binh 49 (nguyên là Quân đoàn sơn chiến 49) vượt eo biển Kerch trở lại tham chiến. Cả bốn tập đoàn quân Liên Xô đều bị Tập đoàn quân 17 (Đức) chặn lại trên "Phòng tuyến xanh" từ sông Kurka, dọc theo một đoạn sông Kuban qua Kievskoye, Moldavansky đến Neberdzhaevskaya ở phía Bắc Novorossiysk. Các nỗ lực tiếp theo của quân đội Liên Xô nhằm tiếp tục đột phá vào "Phòng tuyến xanh" của Tập đoàn quân 17 (Đức) đều thất bại. Quân đoàn 44 (Đức) đã giữ vững các cụm cứ điểm Kievskoye, Moldovanskaya. Ngày 15 tháng 5, Quân đội Liên Xô buộc phải ngừng tấn công.
Ngày 21 tháng 5 năm 1943, Tổng tư lệnh tối cao quân đội Liên Xô I. V. Stalin cách chức Tư lệnh Phương diện quân Bắc Kavkaz của trung tướng I. I. Maslenikov và cử thiếu tướng I. E. Petrov thay thế với nhiệm vụ "phải quét sạch quân Đức khỏi bán đảo Taman trong thời hạn 4 tháng".

## Bối cảnh
Sau những thất bại ở đồng bằng trung lưu sông Kuban và buộc phải bỏ thành phố Krasnodar cùng với hầu hết đồng bằng Kuban và rút về cố thủ tại bán đảo Taman, Tập đoàn quân 17 (Đức) đã dựng lên ở đây một tuyến phòng thủ vững chắc gồm hai lớp. Lớp ngoài gồm hai tuyến phòng thủ không liên tục. Tuyến thứ nhất từ Cheburgolskaya dọc theo sông Protoka (phân lưu của sông Kuban) qua Petrovskaya đến Slavianskaya (Slaviansk on Kuban) trên bờ phải sông Kuban, tuyến thứ hai từ bờ trái sông Kuban (đối diện với Slavianskaya) dọc theo sông Abin đến phía trước thị trấn Abinsk và bao gồm cả cụm cứ điểm Abinsk. Lớp phòng thủ thứ hai liên tục từ phía Đông căn cứ không quân Temryuk qua Kievskoye, Moldavanskoye đến Krymsk, được cấu trúc kiến cố bằng đá do sư đoàn tù nhân khai thác từ mỏ đá Verkhnerbakansky đem về cùng với bê tông cốt thép làm bằng xi măng lấy từ nhà máy xi măng Tháng Mười Đỏ tại Novorossiysk. Phía Tây, trên bờ Biển Đen có bãi biển Anapa với một cảng nhỏ. Phía Bắc, nằm trên bờ biển Azov là căn cứ không quân Temryuk thuộc Tập đoàn quân không quân 4.
Từ ngày 4 đến ngày 6 tháng 4, Tập đoàn quân 56 (Liên Xô) bắt đầu mở các cuộc đột kích vào Abinsk nhưng buộc phải rút lui trước các hỏa điểm kiên cố của quân Đức. Hơn 80 khẩu pháo và 112 khẩu súng cối của tập đoàn quân bị rải ra trên một chính diện rộng 35 km đã không thể chế áp được hỏa lực của Quân đoàn bộ binh 49 (Đức). Ngày 14 tháng 4, tướng A. A. Gresko mở lại các đợt công kích mạnh hơn, thậm chí, các sư đoàn bộ binh 61 và 383 đã chiến được Abinsk và tiếp cận được các cứ điểm ở Krymsk. Chiều ngày 14 tháng 2, tướng Rudolf Konrad tung 60 xe bọc thép phản kích, đẩy lùi Tập đoàn quân 56 (Liên Xô) về Abinsk. Nhận thấy một mình Tập đoàn quân 56 không thể đủ lực lượng để tấn công từ một hướng, ngày 15 tháng 4, Bộ Tổng tham mưu quân đội Liên Xô cử tướng S. M. Stemenko đến chiến trường nghiên cứu và tìm biện pháo tháo gỡ.
Từ ngày 15 tháng 4 năm 1943, khi Quân đoàn xung kích 5 thuộc Tập đoàn quân 17 (Đức)bị hút vào các trận đánh giằng co ác liệt trên bán đảo Myskhako, ngày 18 tháng 4, Bộ Tổng tham mưu quân đội Liên Xô đã trù tính đến một kế hoạch tấn công có tính tổng lực hơn của Tập đoàn quân 18 và Tập đoàn quân 56 vào cánh Nam của Tập đoàn quân 47 với chủ lực là Quân đoàn xung kích 5 (Đức) lúc này đang bị phân tán trên hai hướng Novorossiysk và Abinsk. Mục tiêu của cuộc tấn công này không chỉ là đánh sập cánh Nam của Tập đoàn quân 17 Đức mà còn không cho Cụm tập đoàn quân Nam (Đức) có thể sử dụng Tập đoàn quân này trên một hướng chiến lược khác mà hướng đó hoàn toàn có thể là khu vực Belgorod - Kursk theo phán đoán của nguyên soái G. K. Zhukov. Kế hoạch dự định sử dụng chi viện tối đa của Không quân của hạm đội Biển Đen và không quân của Tập đoàn quân không quân 5 (Cụm không quân Kuban). Ngày phát động tiến công được dự kiến khi chiến dịch tảo thanh của tướng Wilhelm Wetzel bị chặn đứng và cụm quân Myskhako của Tập đoàn quân 18 bắt đầu phản công.

## Binh lực

### Quân đội Liên Xô
Chiến dịch Taman lần thứ nhất được thực hiện trong điều kiện các Tập đoàn quân 9 và 37 của Phương diện quân Bắc Kavkaz đã quá suy yếu trong các chiến dịch phản công từ Mozdok - Stavropol lên Tikhoretsk và Krasnodar. Quân đội Liên Xô đang phải đối phó với đòn phản công vào khu vực Kharkov - Belgorod của các tập đoàn quân xe tăng 1 và 4 cùng Quân đoàn xe tăng 2 SS; đồng thời, gấp rút chuẩn bị tuyến phòng ngự quốc gia quanh khu vực Belgorod - Kursk - Oryol nên không thể điều thêm lực lượng đến khu vực Taman. Lực lượng chủ yếu tham gia Chiến dịch Taman lần thứ nhất chỉ có hai tập đoàn quân 18 và 56. Các tập đoàn quân 9 và 37 được giao nhiệm vụ hạn chế trong khu vực Shaporsky (???), Varenikovskaya và Giginskoye (???).
- Tập đoàn quân 18 do trung tướng K. N. Leselidze chỉ huy, trong biên chế có:
  - Quân đoàn bộ binh cận vệ 10 gồm các sư đoàn bộ binh 175, 318, lữ đoàn xe tăng 5;
  - Quân đoàn bộ binh 16 gồm các sư đoàn bộ binh 10, 107 và 119;
  - Sư đoàn bộ binh cận vệ 32 và các sư đoàn bộ binh 353 và 383 (trực thuộc Tập đoàn quân);
  - Các lữ đoàn hải quân đánh bộ 9 và 83;
  - Trung đoàn đổ bộ đường không 31;
  - Các trung đoàn pháo binh 377 và 880
  - Trung đoàn súng cối 81
  - Trung đoàn sơn pháo 196
  - Các trung đoàn pháo chống tăng 236 và 249
- Tập đoàn quân 56 do trung tướng A. A. Gresko chỉ huy, trong biên chế có:
  - Sư đoàn bộ binh cận vệ 55
  - Các sư đoàn bộ binh 339 và 395
  - Các lữ đoàn bộ binh 68 và 76
  - Trung đoàn bộ binh 1135
  - Trung đoàn pháo phản lực Katyusha 1195
  - Trung đoàn pháo chống tăng tự hành 1187
  - Trung đoàn sơn pháo 197
  - Trung đoàn pháo chống tăng 257
- Tập đoàn quân 9 do trung tướng K. A. Koroteev chỉ huy, trong biên chế có:
  - Quân đoàn bộ binh cận vệ 11 gồm Sư đoàn bộ binh cận vệ 10, các lữ đoàn bộ binh 34, 57, 62;
  - Quân đoàn bộ binh 11 gồm các lữ đoàn bộ binh 19, 84, 131;
  - Các sư đoàn bộ binh 276 và 389;
  - Các trung đoàn súng cối cận vệ 66 và 96;
  - Trung đoàn pháo phản lực 807;
  - Các trung đoàn pháo chống tăng 18, 117 và 863;
  - Các trung đoàn pháo binh 10, 12, 13, 16;
  - Các trung đoàn sơn pháo 52 và 1260.
- Tập đoàn quân 37 do tướng P. M. Kozlov chỉ huy, trong biên chế có:
  - Quân đoàn bộ binh cận vệ 2;
  - Các sư đoàn bộ binh 101, 105, 295 và 351;
  - Lữ đoàn hải quân đánh bộ 1344;
  - Sư đoàn pháo binh cận vệ 3 gồm các trung đoàn pháo binh cận vệ 3, 4 và trung đoàn súng cối 647;
  - Trung đoàn pháo chống tăng 174;
  - Trung đoàn sơn pháo 20;
  - Trung đoàn súng cối 772.

### Quân đội Đức Quốc xã
Tập đoàn quân 17 (Đức) sau khi rút khỏi Bắc Kavkaz đã ở trong tình trạng bị chia cắt trên hai địa bàn. Quân đoàn bộ binh 42 rút lui sang bán đảo Krym và chuyển thành Cụm tác chiến Krym (Befehlshaber der Krim). Quân đoàn bộ binh sơn chiến 49 chuyển thành bộ binh thường nằm trong đội hình dự bị của Tập đoàn quân 17 đóng tại Taman. Quân đoàn bộ binh xung kích 5 giữ hướng Novorossiysk - Krymsk và Quân đoàn bộ binh 44, giữ hướng Temryuk - Moldavanskoye.
- Quân đoàn bộ binh xung kích 5, còn gọi là cụm quân Wetzel (Gruppe Wetzel) do tướng Wilhelm Wetzel chỉ huy, trong biên chế có
  - Sư đoàn bộ binh 9 của tướng Freiherr von Schleinitz trực tiếp trấn giữ Novorossiysk, gồm các trung đoàn bộ binh 36, 57, 116; các trung đoàn pháo binh 7, 45; tiểu đoàn trinh sát; tiểu đoàn pháo chống tăng; tiểu đoàn công binh, tiểu đoàn thông tin, các đợn vị hậu cần, kỹ thuật của sư đoàn.
  - Sư đoàn bộ binh 73 của tướng Johannes Nedtwig cũng được giao nhiệm vụ trấn giữ Novorossiysk, gồm các trung đoàn bộ binh 170, 186, 213, trung đoàn pháo binh, trung đoàn pháo chống tăng, các tiểu đoàn trinh sát, thông tin, công binh, hậu cần kỹ thuật.
  - Sư đoàn bộ binh sơn chiến 4 của tướng Hermann Kress (lấy từ cụm quân Krym), gồm các trung đoàn bộ binh sơn chiến 13 và 91, trung đoàn sơn pháo 94, trung đoàn pháo chống tăng 94, các tiểu đoàn trinh sát pháo binh, công binh, thông tin.
  - Sư đoàn bộ binh 6
  - Sư đoàn bộ binh 10
  - Các sư đoàn bộ binh 10 và 19 (Romania);
  - Sư đoàn kỵ binh 3 (Romania);
  - Trung đoàn huấn luyện 615;
  - Các trung đoàn pháo binh 634, 737, 767, 781 và 792;
  - Các trung đoàn pháo bờ biển 144, 149, 338, 707, 789;
  - Trung đoàn cảnh binh 10 Brandenburg;
  - Trung đoàn công binh 617.
- Quân đoàn bộ binh 49 do tướng Rudolf Konrad chỉ huy, trong biên chế có:
  - Sư đoàn bộ binh 125 của tướng Helmut Friebe, gồm các trung đoàn bộ binh 419, 420, 421, trung đoàn pháo binh 125, tiểu đoàn xe tăng 721, các tiểu đoàn pháo chống tăng, công binh, thông tin;
  - Sư đoàn bộ binh 50 của tướng Friedrich Schmidt, gồm các trung đoàn bộ binh 121, 122, 123, trung đoàn pháo binh 150, trung đoàn pháo chống tăng 150, tiểu đoàn trinh sát 71, các tiểu đoàn công binh, thông tin.
  - Sư đoàn bộ binh 370 của tướng Hermann Bohme, gồm các trung đoàn bộ binh 666, 667, 668, trung đoàn pháo binh 370, các tiểu đoàn chống tăng, công binh, thông tin;
  - Sư đoàn pháo binh hạng nặng 154
  - Sư đoàn pháo binh 607
  - Trung đoàn pháo binh 60
  - Các tiểu đoàn công binh, thông tin trực thuộc quân đoàn.
- Quân đoàn bộ binh 44 của tướng Maximilian de Angelis, trong biên chế có:
  - Sư đoàn bộ binh 79 của tướng Heinrich Kreipe gồm các trung đoàn bộ binh 208, 212, 226, trung đoàn pháo binh 179, trung đoàn pháo chống tăng 179, các tiểu đoàn trinh sát, công binh, thông tin;
  - Sư đoàn bộ binh 97 của tướng Albin Naske gồm các trung đoàn bộ binh 204, 207, trung đoàn pháo binh 81, trung đoàn pháo chống tăng 97, các tiểu đoàn trinh sát, công binh, thông tin;
  - Sư đoàn bộ binh 101 của tướng Emil Vogel gồm các trung đoàn bộ binh 228, 229, trung đoàn pháo binh 85, trung đoàn pháo chống tăng 101, các tiểu đoàn trinh sát, công binh, thông tin;
  - Các sư đoàn pháo binh hạng nặng 737 và 767
  - Các trung đoàn pháo binh 151, 704, 844.
  - Trung đoàn trinh sát cơ giới 673;
  - Các tiểu đoàn thông tin, công binh trực thuộc quân đoàn.

## Diễn biến

### Trên hướng Krymsk
7 giờ 40 sáng 29 tháng 4, pháo binh Liên Xô bắt đầu bắn phá các vị trí phòng thủ của các Quân đoàn 5 và 44 (Đức) trên chiều dài 100 km từ Cheburgolskaya qua Petrovskaya, Slavianskaya đến phía Tây Abinsk. Trọng điểm bắn phá của pháo binh Liên Xô nhằm vào làng Krymsk, nơi đóng quân của các lực lượng chủ yếu và sở chỉ huy Quân đoàn bộ binh xung kích 5 (Đức). Trên đoạn đột phá dài 5 km đã tập trung khoảng 200 khẩu pháo của Tập đoàn quân 56 và một phần pháo binh của Tập đoàn quân 18. Hơn 100 máy bay của Tập đoàn quân không quân 5 và Hạn đội Biển Đen đã hỗ trợ cho các cuộc công kích trên mặt đất. Tuy nhiên, các đơn vị của Tập đoàn quân 56 không thể đột phá sâu vào tuyến phòng ngự của Quân đoàn xung kích 5 (Đức do các sư đoàn bộ binh 6, 10 (Đức) và sư đoàn bộ binh 10 (Romania) trấn giữ. Đến cuối ngày, Sư đoàn bộ binh cận vệ 55 của tướng M. G. Pyashev là đợn vị đột phá sâu nhất cũng chỉ tiến lên được không qua 2 km và phải dừng lại trước hệ thống hỏa điểm kiên cố của sư đoàn bộ binh 6 (Đức). Không chỉ có các hỏa điểm súng máy và sơn pháo, Quân đoàn xung kích 5 (Đức) còn bố trí nhiều bãi mìn các loại cùng với nhiều lớp rào thép gai tạo thành những vành đai ngăn chặn khiến cho bộ binh và xe tăng Liên Xô không thể tiến lên được mà phải chờ công binh đến gỡ mìn. Mật đọ hỏa lực pháo binh tương đối mỏng của quân đội Liên Xô (40 khẩu/km chính diện) không đủ phá hết các bãi mìn của quân Đức cũng như chế áp các chốt hỏa lực của quân đội Đức Quốc xã.
Từ ngày 2 đến ngày 3 tháng 5, tướng Wilhelm Wetzel mở cuộc phản kích vào mũi tấn công thứ yếu của Tập đoàn quân 56 (Liên Xô) nhưng các sư đoàn bộ binh 6, 10 và sư đoàn sơn chiến 4 (Đức) không những không chiếm lại được Abinsk mà ba trung đoàn Đức còn bị đánh thiệt hại nặng. Không quân Liên Xô đã làm chủ bầu trời Kuban và ghìm chặt hai phi đoàn cường kích Đức tại sân bay Temryuk. Cuộc phản kích thất bại của tướng Wetzel đã vô hình trung tạo ra một cửa mở. Ngày 4 tháng 5, Tập đoàn quân 56 (Liên Xô) mở lại cuộc tấn công và chiếm được làng Krymsk. Cuộc chiến đấu ở rìa phía Tây Krymsk vẫn diễn ra ác liệt nhiều ngày sau đó. Mỗi ngày, Quân đoàn xung kích 5 (Đức) tung ra từ 6 đến 8 cuộc phản xung phong nhằm chiếm lại cụm cứ điểm đã mất. Sau 11 ngày giằng co bất phân thắng bại, ngày 15 tháng 5, tướng A. A. Grechko. tư lệnh Tập đoàn quân 56 (Liên Xô) buộc phải ra lệnh ngừng tiến công.

### Trên hướng Bắc sông Kuban
Tập đoàn quân 9 và Tập đoàn quân 37 (Liên Xô) được giao nhiệm vụ đánh vu hồi Quân đoàn 44 Đức tại các thị trấn Kievskoye và Moldavanskoye theo hướng chung đến ga Varenikovskaya; sau đó, phát triển đến Zhiginskoye (???) và Gotagayevskaya (???). Cũng giống như ở phía Nam Taman, ngay trong ngày tấn công đầu tiên, Tập đoàn quân 9 đã vấp phải một hệ thống hỏa điểm, bãi mìn và vật cản kiên cố không khác mấy so với khu vực ngoại vi phía Đông Krymsk. Các bãi mìn và vật cản dọc theo dải đầm lầy ở bờ phải sông Kuban, kéo dài từ Slavyanskaya đến Kievskoye đã ngăn cản đáng kể tốc độ tấn công của quân đội Liên Xô. Để hỗ trợ cho Tập đoàn quân 9, Tập đoàn quân 37 (Liên Xô) cố gắng đẩy nhanh mũi đột kích từ Prikubansky qua Batareiny (???) vào Varenikovskaya ở phía Nam lên nhưng ba ngày sau, Tập đoàn quân 37 vẫn phải dừng lại trước của ngõ Moldavanskoye. Các xe tăng của cả hai bên đã hoàn toàn mất tính năng cơ động trên địa hình đầm lầy và đều trở thành các ụ pháo bọc thép chôn dưới đất. Ngày 3 tháng 5, Quân đoàn bộ binh cận vệ 11 vượt qua được cứ điểm Batareiny và tiến thêm 8 km về phía Tây, hình thành thế uy hiếp Varenikovskaya từ phía Nam. Tướng Maximilian de Angelis, tư lệnh Quân đoàn bộ binh 44 (Đức) tung các sư đoàn bộ binh 97 và 101 thay thế sư đoàn bộ binh 79 chặn đánh. Trong lúc các lực lượng mặt đất đang cần không quân để bù đắp cho hỏa lực mỏng của pháo binh thì ngày 8 tháng 5, Bộ Tổng tư lệnh tối cao quân đội Liên Xô rút Tập đoàn quân không quân 5 khỏi Bắc Kavkaz và điều nó đến đội hình của Phương diện quân Dự bị (sau này là Phương diện quân Thảo nguyên) tại khu vực phía Đông Kursk. Ở Bắc Kavkaz, quân đội Liên Xô chỉ còn lại Tập đoàn quân không quân 4 và không quân của hạm đội Biển Đen hoạt động. Khi sức chế áp từ trên không của không quân Liên Xô giảm đi, ngày 9 tháng 5, hơn 840 phi vụ ném bom và không kích mặt đất đã được hai phi đoàn không quân Đức ở sân bay Temryuk thực hiện. Máy bay Đức đã chặn đứng các đợt công kích của Tập đoàn quân 37 (Liên Xô) trên khu vực đầm lầy phía Đông Kievskoye.

### Trên hướng Apana
Trong một hoạt động phối hợp với cụm quân Myskhako và cánh quân phía Nam Taman của Phương diện quân Bắc Kavkaz, ngày 1 tháng 5, một tiểu đoàn trinh sát của hải quân đánh bộ Hạm đội Biển Đen (Liên Xô) dưới sự chỉ huy của trung tá D. S. Kalinin đã đổ bộ lên bãi biển Anapa và phục kích trung đoàn bộ binh 212 của Sư đoàn bộ binh 370 (Đức) đóng tại Varvarovka. Tướng Hermann Bohme điều toàn bộ sư đoàn 370 ra bãi biển Anapa, dùng pháo binh đẩy lùi các tàu đổ bộ Liên Xô khỏi bờ biển. Không còn đường ra biển, D. S. Kalinin dẫn quân mở đường sang phía Đông và tử thương ở gần Verkhnebakansky. Chính trong quá trình chiến đấu để về với quân nhà tại Krymsk, đội quân này đã phát hiện được nhiều dải phòng thủ của quân Đức trong cái gọi là "Phòng tuyến xanh" mà quân đội Liên Xô chưa hề biết đến.

## Kết quả
Chiến dịch Taman lần thứ nhất của quân đội Liên Xô thất bại. Ngoài sự kiện chiếm được trung tâm phòng ngự Krymsk, các tập đoàn quân Liên Xô đều bị chặn lại trên tuyến thứ hai, tuyến phòng thủ chủ yếu của "phòng tuyến xanh". Do không phối hợp chỉ huy được quân đội và không phối hợp được hoạt động của lục quân với hạm đội Biển Đen, tướng I. I. Maslenikov bị cách chức, tướng I. E. Ptrov được chỉ định làm tư lệnh Phương diện quân Bắc Kavkaz.
Từ cuối tháng 5 đến đầu tháng 7, tướng I. E. Petrov tiếp tục mở một số cuộc tấn công của các tập đoàn quân 18 và 56 nhằm nới rộng bàn đạp Krymsk nhưng đều bị các cuộc phản kích của Quân đoàn bộ binh xung kích 5 (Đức) vô hiệu hóa. Tuy nhiên, các cuộc công kích này đã làm cho Quân đoàn bộ binh xung kích 5 (Đức) không có điều kiện tập trung lực lượng để thủ tiêu bàn đạp Myskhako của Tập đoàn quân 18 (Liên Xô) tại phía Nam Novorossiysk, mối đe dọa thường trực phía sau Tập đoàn quân 17.